# Salem Al Ketbi
Salem Al Ketbi es un analista político y redactor emiratí. Ha escrito para Al-Arabiya, el periódico londinense Al-Arab, los periódicos marroquíes Al-Alam y Hespress, así como ciertos centros de investigación. Al Ketbi escrito sobre la seguridad nacional de los EAU, la política extranjera iraní, las organizaciones terroristas y los grupos extremistas.
Al Ketbi ha obtenido un doctorat en derecho público y ciencias políticas de la Facultad de las ciencias jurídicas, económicas y sociales, a la universidad Hassan II de Casablanca, para su tesis titulada « la propaganda y el liderazgo político y religioso en las coberturas sociales al mundo árabe ».

## Investigación
Ha publicado una investigación historisante en árabe titulado «Dawlat al Imarat al-Arabiya al-Muttahidah wa al-Qadiyyah al-Filistiniyah Dirasah Tarikhiyah» (Los Émirats árabes une y la cuestión palestina : Un estudio histórico), la estrategia política de las ÉAU por informe a la cuestión palestina desde 1971.

## Libros
Al Ketbi publicó en 2017 Fakhr al-Oroba: Shayj Mohammed bin Zayed Al Nahyan, al-Qaid wal-Insan (El orgullo de los árabes, Mohammed bin Zayed Al Nahyan, el líder y el hombre), una biografía política del emir Mohammed bin Zayed investigando su papel en la política exterior de los Emiratos Árabes Unidos y en general la seguridad nacional árabe. Ha ganó el premio de la Red de Mujeres Árabes (AWMN) por el Libro del Año por su biografía política en el mismo año.

## Opiniones
Al Ketbi dijo al canal estadounidense Alhurra que la "fragilidad" de los países árabes posrevolucionarios es un factor de la influencia iraní en el Medio Oriente y de su "control de cuatro capitales árabes", como afirma Al Ketbi en varios artículos.